# Randel McCraw Helms
Randel McCraw Helms, född 1942, är författare, historiker och professor vid Arizona State University i Tempe. Han forskar om och undervisar kurser i Bibeln som litteratur, världslitteratur och 1800-talsromantik.